# Festival du film de Sundance 2009
Le Festival du film de Sundance 2009, 25e édition du festival (25th Sundance Film Festival) organisé par le Sundance Institute, s'est déroulé du 15 au 25 janvier 2009 à Park City (Utah).